# Islam II Giray
Islam II Giray (mort en  1588) est un khan de Crimée ayant régné de 1584 à 1588.

## Règne
Islam Giray, second fils de Devlet Ier Giray, est un mystique contemplatif et un ancien dervish melevî du couvent de Konya, en Anatolie, qui « avait pris les goûts, le parler et les habitudes des Ottomans ». Il est choisi comme khan par les Ottomans qui veulent affirmer leur protectorat sur le khanat de Crimée, mais il est rejeté par une partie des clans tatars qui lui préfèrent son neveu Saadet Giray. Ce dernier, soutenu également par les Russes, tente une invasion de la Crimée en juin ou juillet 1584 et s'empare même de la capitale avant d'assiéger Kefe où Islam II Giray s'était réfugié. Les Ottomans et leurs alliés finissent toutefois par l'emporter.
Pour satisfaire les traditionalistes, il accepte de nommer qalgha son frère Alp Giray. En 1586 et 1587, deux expéditions de représailles sont menées dans le cœur même de la Russie. La première est dirigée par Yashi Sa'at, khan des Nogaïs de la Petite Horde, à la tête de 30 000 hommes, et la seconde par le qalghay Alp Giray avec 10 000 Tatars et Nogaïs.
Au cours de cette même année 1587, les troupes de Crimée mènent une expédition contre les Tcherkesses et les Kabardes, et une troupe de Tatars et de Nogaïs, avec l'accord du khan, pillent même la principauté de Moldavie, État vassal de la Sublime Porte qui exige la restitution immédiate du butin et des esclaves capturés.
Islam II Giray doit aussi faire face aux manœuvres de son autre neveu, Murad Giray, qui intrigue avec les Russes et les Perses. Malgré sa faiblesse, Islam II réussit à se maintenir quatre ans sur le trône avant d'être tué lors d'un engagement avec un parti nogaï. Le sultan ottoman Mourad III désigne alors son protégé, Ghazi II Giray, comme successeur.
C'est sous le règne d'Islam II Giray que le nom du sultan ottoman est symboliquement substitué à celui du khan lors de la prière du vendredi, signe d'un affaiblissement de sa souveraineté vis-à-vis de son puissant suzerain ottoman.